# De divortio
El De Divortio es un largo tratado escrito por Hincmaro de Reims, arzobispo de Reims (fallecido en 882), que sobrevive en un manuscrito único. Explora los temas que surgen del intento de Lotario II, rey de Lotaringia (855-869), para deshacerse de su esposa Teutberga y reemplazarla con su concubina, Waldrada. Hincmar se refiere principalmente con la definición de lo que es el matrimonio y como (o sí) quizás termina, y con los deberes de los obispos y los reyes. Sin embargo, en el curso de discutir estas preguntas, él habla de otros temas también, y da muchos detalles en las políticas y las prácticas religiosas del siglo IX en Frankia.